# Full Ace Tennis Simulator
Full Ace Tennis Simulator est un jeu vidéo de tennis développé et édité par Galactic Gaming Guild et disponible pour Windows uniquement. À l'inverse de ses homologues sur consoles ou PC, ce jeu est une vraie simulation de tennis, n'offrant qu'une assistance limitée au joueur et permettant de ressentir au mieux la physique de la balle. 
Le logiciel est compatible avec la plupart des manettes PC disponibles et est régulièrement mis à jour par ses créateurs.
Une démonstration jouable est par ailleurs disponible afin d'essayer le logiciel.
Le 28 février 2018, Full Ace a été lancé sur Steam avec une version largement remise à jour.

## Caractéristiques du jeu
- Simulation

Le moteur physique du jeu permet de ressentir et d'imprimer des mouvements à la balle comme dans la réalité. Par ailleurs, le jeu intègre le système des « challenges » afin de permettre au joueur de contester les décisions des juges de ligne, sur le même principe que le Hawk-Eye.
- Base de données de joueurs et de stades

Full Ace Tennis Simulator dispose d'une base de données calquée sur le modèle du circuit ATP, Challenger et Future, de 1954 joueurs, 560 tournois et 69 stades (faussement nommés car le jeu ne dispose pas des licences nécessaires) afin de correspondre au mieux avec la réalité. Il est possible d'éditer cette base de données afin d'ajouter des joueurs ou modifier les entrées inscrites.
- Écran partagé et jeu en ligne

Le jeu dispose d'un mode en ligne complètement personnalisable ainsi que d'un mode multijoueur en écran partagé afin de jouer à deux sur le même ordinateur.
- Mode carrière

Le mode carrière offre la possibilité au joueur de participer aux 560 tournois disponibles, et ainsi améliorer son classement.
- Mode challenge

Le mode challenge met le joueur aux prises avec des situations difficiles, voire désespérées à retourner : remonter un handicap de 2 sets, sauver des balles de match.
- Gestion de la fatigue

Au fil des rencontres le joueur devra se ménager puisque, suivant ses caractéristiques, celui-ci se fatiguera plus ou moins. Une barre d'endurance figurant sous le joueur pendant les matchs permet de visualiser son état de fatigue général et donc d'opter pour des stratégies plus adaptées.
- École de tennis

L’École de tennis permet de se familiariser avec les mécanismes de jeu. Le joueur est placé devant un lanceur de balles qui, en fonction du niveau de difficulté des diverses leçons, adapte ses lancers et leur fréquence.
- Sauvegarde en plein match

Il est possible de sauvegarder à la fin de chaque set d'un match.
- Exportation des ralentis

Le jeu permet également d'exporter au format AVI les divers ralentis sauvegardés par le joueur.
- Mises à jour

Le logiciel est régulièrement mis à jour par les développeurs, qui, d'autre part, par le biais du forum du jeu, intègrent de nouvelles fonctions suggérées par les joueurs.

## Remarques additionnelles
- Bien que ce logiciel ne soit utilisable que sous Windows, il est toutefois possible de le lancer sous Linux en utilisant Wine.